# Franja Morada
Franja Morada es una agrupación política universitaria predominantemente de centroizquierda de Argentina fundada el 26 de agosto de 1967.
La organización toma su nombre de un evento ocurrido durante la Reforma Universitaria de 1918, cuyas exigencias se impulsaron durante el gobierno de corriente radical del político Hipólito Yrigoyen. Ideológicamente, se reconoce progresista y de posición centro-izquierda o socialdemócrata. Si bien mantiene un vínculo histórico y político con la Unión Cívica Radical (UCR), conserva la autonomía de criterios, de autoridades y de decisiones. Su máximo órgano de representación es la "Mesa Nacional" de Franja Morada, hoy liderada por Antonella Bormapé quien proviene de la ciudad La Plata, Abogada recibida de la Facultad de Ciencias Juridicas y Sociales de la Universidad Nacional De La Plata, donde inicio su carrera como militante del gremio estudiantil para dicha agrupación, siendo ella la primera mujer en ocupar el cargo en la historia a partir del congreso nacional de Franja Morada, que se llevó a cabo durante el mes de febrero del año 2025,.
Desde el retorno de la democracia en 1983 hasta la actualidad, conduce la Federación Universitaria Argentina (FUA, órgano máximo de agremiación de los estudiantes universitarios a nivel nacional), que tiene elecciones cada dos años. 
Existe un secretario general y tres secretarios adjuntos en un órgano llamado Mesa Nacional, acompañados por diez secretarios. La elección de la Mesa Nacional se realiza cada dos años en un seminario o congreso de la organización. La actual secretaria general de la Mesa Nacional es Antonella Bormapé, de la Regional La Plata y de la Universidad Nacional de La Plata, siendo la primera mujer en la historia de la organización en ocupar dicho cargo.

## Antecedentes
Gracias a la masividad de la enseñanza universitaria propiciada por el presidente Hipólito Yrigoyen, muchos hijos de la clase media y baja del país pudieron estudiar en la Universidad. Esto posibilitó una estructura estudiantil distinta a la mayoría de las que había en el mundo, basada en que la educación universitaria no es un servicio, sino un derecho. Por ello el ingreso a la universidad fue libre y sin examen de ingreso.
Entre 1955 y 1966, la universidad argentina alcanzó un alto nivel impulsada por un régimen jurídico que garantiza la autonomía universitaria y demás principios de la reforma universitaria.
A principios de 1966, el clima de convulsión social que se vive en el país provocado por la exclusión del partido político mayoritario, que respondía al presidente depuesto Juan Perón, propicia las condiciones necesarias para una nueva irrupción militar en la vida política argentina. El golpe de Estado que dio fin al gobierno del radical Arturo Illia abre paso a la llamada revolución argentina, denominación con la que se bautizó a este nuevo régimen.
Franja Morada nació el 26 de agosto de 1967 en la ciudad de Rosario. Su denominación original fue Unión Nacional Reformista Franja Morada, pero todo el mundo empezó a conocerla con las últimas dos palabras, o simplemente como La Franja.

### Golpe de Estado de 1966
Juan Carlos Onganía (en funciones de facto del Poder Ejecutivo), que se manejaba con ideas inflexibles, consideraba a la universidad como un "nido de comunistas" que debía intervenirse. Para ello designa a los rectores como interventores de las altas casas de estudio y disuelve los consejos superiores (órganos de cogobierno de las universidades). Varios rectores y profesores manifiestan su oposición a dicha medida presentando sus renuncias.
En el caso de la Universidad de Buenos Aires (UBA), la intervención asume características de extrema brutalidad policial contra estudiantes y docentes. En la noche del 28 de julio de 1966, efectivos de la guardia de infantería y otras fuerzas de seguridad irrumpen en las facultades de ciencias exactas y arquitectura. Cientos de estudiantes fueron duramente golpeados y detenidos, similar suerte corrieron varios docentes y autoridades universitarias. "La noche de los bastones largos" abre paso a uno de los procesos más oscuros de persecución y represión del movimiento estudiantil.
En tanto, la respuesta del movimiento estudiantil no se hace esperar. La FUA se pronuncia contra las nuevas disposiciones del Onganiato. En el interior del país se producen manifestaciones callejeras, tomando la delantera en la Capital Federal, los centros de estudiantes de ingeniería y medicina. El régimen contraataca disolviendo la FUA, las federaciones regionales y el centro de estudiantes de ingeniería "La Línea Recta" de la UBA.
A partir del golpe de Estado de Onganía, toman forma las agrupaciones políticas universitarias que tienen ligazón con los partidos políticos. Comienza a evidenciarse así una serie de cambios en el componente ideológico de los estudiantes que conducen la protesta.
El Movimiento Nacional Reformista, la Unión Nacional Reformista Franja Morada y otras agrupaciones menores con incidencia local como el Movimiento Universitario Reforma Auténtica (MURA) de Santa Fe o el Movimiento Auténtico Reforma Universitaria (MARU) de Buenos Aires representaban el ideario reformista a fines de la década del sesenta.
Santiago Pampillón, obrero y estudiante independiente, fue asesinado en septiembre de 1966 en una manifestación estudiantil contra el gobierno militar en la provincia de Córdoba y se constituye en la primera víctima de la dictadura de Onganía. En su homenaje, las agrupaciones de todo el país nucleadas en la Unión Nacional Reformista adoptan la denominación Franja Morada.

## Orígenes
El origen del nombre Franja Morada se remonta al año 1918, exactamente a los agitados días de la reforma universitaria, cuando los estudiantes cordobeses expulsaron de la universidad al clero y a la aristocracia academicista que gobernaban en forma cerrada las casas de estudio. Entonces, un grupo de estudiantes que no eran solo radicales hace flamear como bandera las cortinas que adornaban el salón de grados de la universidad, las cuales eran de color morado, al igual que las estolas que los sacerdotes usan alrededor de su cuello, como símbolo del régimen que habían derribado, y a modo de identificación para aquellos que impulsaban la reforma.
La Unión Nacional Reformista Franja Morada era una federación de agrupaciones reformistas de todo el país que reúne a militantes de distintas corrientes políticas como anarquistas, socialistas independientes, liberales y radicales. Había nacido durante un encuentro nacional de agrupaciones reformistas, en la ciudad de Rosario los días 25 y 26 de agosto de 1967. El objeto perseguido era el de unificar criterios para retomar la conducción de los centros de estudiantes, de las federaciones locales y de la Federación Universitaria Argentina de las que habían sido desplazados por la izquierda luego de la caída de Illia y luchar contra la intervención de las universidades.
Entre los días 3 y 5 de noviembre de 1968, se realiza un encuentro nacional de jóvenes radicales en la provincia de Santa Fe, en la quinta de Frutos en el paraje Setúbal, estación ferroviaria cercana a la capital provincial. De aquellas deliberaciones surgieron dos definiciones fundamentales que habrían de cambiar la historia del radicalismo: la de transformar a Franja Morada en el brazo universitario de la UCR y la de conformar un lineamiento interno generacional con la intención de transformar al partido, que se denominó Junta Coordinadora Nacional de la Juventud Radical. En la década de 1970 se escindió de la junta coordinadora la Juventud Radical Revolucionaria, que actuó exclusivamente en el ámbito de la UBA.
Franja Morada pasó a ser el brazo universitario del radicalismo en 1972, después de muchas deliberaciones internas porque no todos sus integrantes querían la adhesión partidaria de la agrupación estudiantil. Militantes históricos de este movimiento son Federico Storani, Enrique "Coti" Nosiglia, Marcelo Stubrin, Luis "Changui" Cáceres, Sergio Karakachoff, entre otros.
Federico Storani fue el primer radical que condujo la Federación Universitaria Argentina en 1973.
Antes, entre 1970 y 1972, María del Carmen Banzas y Marcelo Stubrin, también radicales, habían integrado la mesa de conducción de la Federación Universitaria, pero ninguno de ellos llegó a prescidirla.
En la actualidad tiene un importante desarrollo territorial y conduce la Federación Universitaria Argentina.